# نووشومنویه
نووشومنویه (قزاقی: Новошумный, نوۆوشۋمنیی) یک منطقهٔ مسکونی در قزاقستان است که در استان قوستانای واقع شده‌است. نووشومنویه ۱۰۸۶ نفر جمعیت دارد.